# 田中怜利ハモンド
田中 怜利 ハモンド（たなか れいり ハモンド、2004年1月17日 - ）は、東京都板橋区出身のプロ野球選手（投手・育成選手）。右投右打。福岡ソフトバンクホークス所属。
2024年からの登録名はハモンド。

## 経歴

### プロ入り前
ナイジェリア人の父と日本人の母の間に生まれた。
板橋区立若木小学校時代は軟式野球のグリーンファイターズに所属し、板橋区立中台中学校時代は東板橋リトルシニアに所属し控えの野手だった。
高校は愛媛県の帝京第五高等学校に進学し、1年の夏から本格的に投手に転向した。3年夏の愛媛県大会は将来性を評価されて7球団のスカウトが訪れるなど注目され、2回戦の新居浜工戦に先発したが、2回1/3を無失点に抑えたところで初回に皮がめくれた右足親指が悪化したため降板。以後の登板はなく、またチームは3回戦で敗退し、甲子園出場はならなかった。
2021年10月11日に行われたプロ野球ドラフト会議において、福岡ソフトバンクホークスから育成選手ドラフト5位指名を受け、10月25日に支度金300万円、年俸360万円で入団に合意した（金額は推定）。背番号は145。

### プロ入り後
2022年、二軍公式戦での登板はなく、三軍では23試合の登板で28回1/3を投げ、2勝2敗1セーブ、防御率9.85の成績を残す。
2023年、前年は最速でも130km/hに届かない試合もあったが、最速で148km/hを記録し、自身のスライダーにも自信が持てるようになった。二軍公式戦の登板はなかったが、三軍・四軍戦では32試合の登板で90回2/3を投げ、10勝5敗、防御率3.18と前年の成績を上回る。
11月25日から4年ぶりに台湾で開催された2023アジアウインターベースボールリーグにNPB RED選抜として出場し、先発1試合リリーフ2試合の計3試合の登板で5回を投げ、0勝0敗、防御率10.80の成績を残した。
2024年からは登録名をハモンドに変更した。この年も二軍公式戦での登板は果たせなかった。

## 選手としての特徴・人物
最速145km/hのストレート、フォークボール、スライダーなどを投じる。

## 詳細情報

### 背番号
- 145（2022年[9] - ）

### 登録名
- 田中 怜利 ハモンド（たなか れいり ハモンド、2022年[8] - 2023年）
- ハモンド（2024年[17] - ）